# 西富士料金所
西富士料金所（にしふじりょうきんじょ）は、かつて静岡県富士宮市の西富士道路に設けられていた本線料金所である。

## 概要
1982年4月2日に開通した西富士道路の料金所として開設されたが、2012年4月1日の無料開放に伴い供用を終了した。料金所施設は同年12月28日までに撤去工事を終え、料金所ブース跡地には車線が新設され本線整備し、一画に非常駐車帯を設置した。
富士側の料金所付近はカーブ区間にあり、特に下り線は見通しも悪いため速度超過による事故の懸念がある。料金所廃止となった現在も西富士TB-小泉IC間の最高速度は60km/hに制限されている。

## 歴史
- 1982年4月2日 : 西富士道路 全線開通に伴い供用開始
- 2012年3月31日 : 西富士道路 料金徴収期間満了
- 2012年4月1日 : 西富士道路 無料開放に伴い供用終了

## 道路
- 西富士道路

## 料金所
- ブース数 : 10

### 上り線（富士方面）
- ブース数 : 5
  - ETC専用 : 1
  - 一般 : 4

### 下り線（小泉方面）
- ブース数 : 5
  - ETC専用 : 1
  - 一般 : 4

## 隣
西富士道路
広見IC - （新富士IC） - 西富士TB - 小泉IC